# Амхерст (округ)
Округ Амхерст (англ. Amherst County) располагается в США, штате Виргиния. По состоянию на 2010 год, численность населения составляла 32 353 человек. Был образован в 1761 году, получил своё наименование в честь британского военачальника Джеффри Амхерста.

## География
По данным Бюро переписи США, общая площадь округа равняется 1241 км², из которых 1228 км² суша и 13 км² или 1,0 % это водоёмы.

### Соседние округа
- Рокбридж (Виргиния) — северо-запад
- Нельсон (Виргиния) — северо-восток
- Аппоматтокс (Виргиния) — юго-восток
- Кэмпбелл (Виргиния) — юг
- независимый город Линчберг (Виргиния) — юг
- Бедфорд (Виргиния) — юго-запад

## Демография
По данным переписи населения 2000 года в округе проживает 31 894 жителей в составе 11 941 домашних хозяйств и 8 645 семей. Плотность населения составляет 26 человек на км². На территории округа насчитывается 12 958 жилых строений, при плотности застройки 11 строений на км². Расовый состав населения: белые — 77,67 %, афроамериканцы — 19,79 %, коренные американцы (индейцы) — 0,81 %, азиаты — 0,35 %, гавайцы — 0,02 %, представители других рас — 0,41 %, представители двух или более рас — 0,94 %. Испаноязычные составляли 0,96 % населения независимо от расы.
В составе 31,70 % из общего числа домашних хозяйств проживают дети в возрасте до 18 лет, 56,00 % домашних хозяйств представляют собой супружеские пары проживающие вместе, 12,40 % домашних хозяйств представляют собой одиноких женщин без супруга, 27,60 % домашних хозяйств не имеют отношения к семьям, 24,00 % домашних хозяйств состоят из одного человека, 9,90 % домашних хозяйств состоят из престарелых (65 лет и старше), проживающих в одиночестве. Средний размер домашнего хозяйства составляет 2,51 человека, и средний размер семьи 2,95 человека.
Возрастной состав округа: 23,50 % моложе 18 лет, 9,70 % от 18 до 24, 27,70 % от 25 до 44, 25,30 % от 45 до 64 и 13,80 % от 65 и старше. Средний возраст жителя округа 38 лет. На каждые 100 женщин приходится 91,10 мужчин. На каждые 100 женщин старше 18 лет приходится 87,10 мужчин.
Средний доход на домохозяйство в округе составлял 37 393 USD, на семью — 42 876 USD. Среднестатистический заработок мужчины был 31 493 USD против 22 155 USD для женщины. Доход на душу населения составлял 16 952 USD. Около 8,00 % семей и 10,70 % общего населения находились ниже черты бедности, в том числе — 13,20 % молодежи (тех кому ещё не исполнилось 18 лет) и 11,60 % тех кому было уже больше 65 лет.